# Liste des aéroports canadiens par indicateur d'emplacement : CI
Cette liste d'aéroports reprend l'ordre alphabétique suivi par le « TC LID ». Le « TC LID » est le « lieu d'identification » donné par Transports Canada, représentant le nom et le lieu d'un aéroport. C'est une aide de direction pour aider la circulation aérienne, les télécommunications et les programmes d'ordinateur.
Le format des entrées sont:
- Lieu d'identification (TC LID) - IATA - Nom de l'aéroport (nom alternatif) - Communauté de l'aéroport - Province

Les aéroports du Réseau national des aéroports sont en caractères gras.

## CA -Canada- CAN[1],[2]
| TC LID | IATA | Nom de l'aéroport                    | Communauté | Province             |
| ------ | ---- | ------------------------------------ | ---------- | -------------------- |
| CIV2   |      | Héliport Invermere (District Hosp)   | Invermere  | Colombie-Britannique |
| CIW2   |      | Héliport Halifax (IWK Health Centre) | Halifax    | Nouvelle-Écosse      |